# لعبة المفاصل الإصبعية الدموية

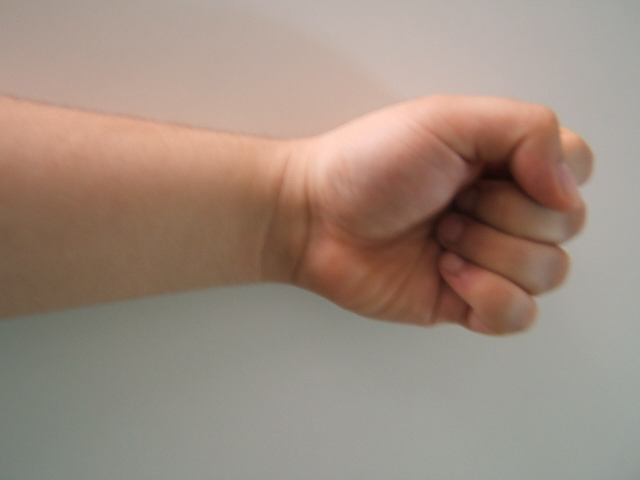
تُلعب اللعبة حيث يضُم كلا اللاعبين قبضتيهما

لعبة المفاصل الدموية (بالإنجليزية: Bloody knuckles)‏ هي لعبة يقوم فيها كل لاعب بقبض يده مع لف الإبهام حول الأصابع الأخرى. ثم تضرب كل قبضة القبضة الأخرى. اللاعبون الذين يتوانون يخرجون من اللعبة. اللاعي الذي يصمد لفترة أطول قبل الانسحاب يفوز باللعبة. تُلعب اللعبة حتى تنزف مفاصل أصابع شخص ما أو يتوقف عن اللعب بسبب الألم المفرط. هناك أشكال مختلفة لهذه اللعبة، فقد يكون اللكم متزامنًا أو على التبادل، وكذلك الألعاب التي تكون فيها الضربة بمثابة عقوبة للخاسر أو منحة للفائز. وتحتوي اللعبة على العنف، على الرغم من أنه يجري بالتراضي، إلا أنه ليس خطرًا. وهناك خطر الإصابة والندوب وتلف العظام واليد. فالهدف من اللعبة هو جعل المفاصل تنزف.
قد تشير "المفاصل الدموية" إلى أي لعبة يُعاقب فيها الخاسر: باللكم أو الصفع أو الضرب بشيء ما. على سبيل المثال، في لعبة الورق، يقوم الفائز بضرب يد الخاسر بمجموعة أوراق اللعب. 
هناك أشكال مختلفة من اللعبة. أحد الأشكال هو الأرباع quarters، حيث يستخدم لاعبان عملة معدنية ، مثل ربع دولار، يوضع على سطح مستو (عادةً طاولة)، ويستمر اللاعبون في الحفاظ على دوران قطعة النقود عن طريق النقر عليها بأصابعهم. ويجب على اللاعب الآخر أن يلمسها دون أن يتسبب في توقفها عن الدوران وسقوطها على جانبها. ثم يحاول الشخص الذي قام بتدوير العملة أولًا أن يلمسها بعد ذلك. يستمر هذا الدور حتى تسقط العملة. ويُعد اللاعب الذي يتسبب في توقف العملة الدوارة وسقوطها هو الخاسر، ويجب عليه وضع مفاصل أصابعه على سطح اللعب. بعد ذلك، يضع الفائز إبهامه على العملة ويدفعها بقوة عبر الطاولة على مفاصل أصابع الخاسر المكشوفة.